# ده كرم (أرسك)
ده کرم (بالفارسية: ده کرم) هي مستوطنة تقع في إيران في قسم أرسك الريفي.